# Riu de l'Angonella
Riu de l'Angonella är ett vattendrag i Andorra. Det ligger i parroquian Ordino, i den centrala delen av landet. Riu de l'Angonella mynnar i Riu Valira del Nord.
I trakten runt Riu de l'Angonella växer i huvudsak barrskog.